# Жебри-Стара-Весь
Жебри-Стара-Весь (пол. Żebry-Stara Wieś) — село в Польщі, у гміні Ольшево-Борки Остроленцького повіту Мазовецького воєводства.
Населення — 97 осіб (2011).
У 1975-1998 роках село належало до Остроленцького воєводства.

## Демографія
Демографічна структура станом на 31 березня 2011 року:
|          | Загалом | Допрацездатний вік | Працездатний вік | Постпрацездатний вік |
| -------- | ------- | ------------------ | ---------------- | -------------------- |
| Чоловіки | 49      | 10                 | 33               | 6                    |
| Жінки    | 48      | 14                 | 21               | 13                   |
| Разом    | 97      | 24                 | 54               | 19                   |